# ورکنش دجفا
ورکنش دجفا (انگلیسی: Worknesh Degefa؛ زادهٔ ۲۸ اکتبر ۱۹۹۰) ورزشکار دو و میدانی اهل اتیوپی است.
وی در مسابقات کشوری و بین‌المللی در مجموع برندهٔ ۲ مدال طلا، ۱ مدال نقره شده‌است.